# Honnalli, Bhalki
Honnalli là một làng thuộc tehsil Bhalki, huyện Bidar, bang Karnataka, Ấn Độ.